# Solid-state drive
Un solid-state drive (expresie engleză cu traducerea liberă „unitate cu cipuri”; prescurtat SSD) este un dispozitiv de stocare a datelor care folosește memorii cu semiconductori, construite pe baza studiilor de fizica stării solide. SSD-urile se deosebesc de unitățile cu discuri dure clasice  care sunt dispozitive electromecanice cu discuri de stocare aflate în mișcare, prin aceea că SSD-urile folosesc numai microcipuri care rețin datele în memorii nevolatile, fără să aibă părți mobile. SSD-urile sunt mai rezistente la șocurile mecanice, având timp de acces mai scăzut dar preț pe megabyte mai mare. Pentru a fi eventual interschimbabile cu HDD-urile, ele folosesc aceleași interfețe (semnale electrice, conectoare) ca și cele ale discurilor dure, de ex. de tip SATA. Totuși, interschimbabilitatea cu unitățile HDD nu este o condiție standard de fabricație a SSD-urilor.

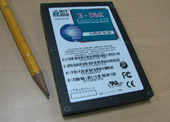
Un SSD de mărime standard 63,5 mm (2,5 țoli)

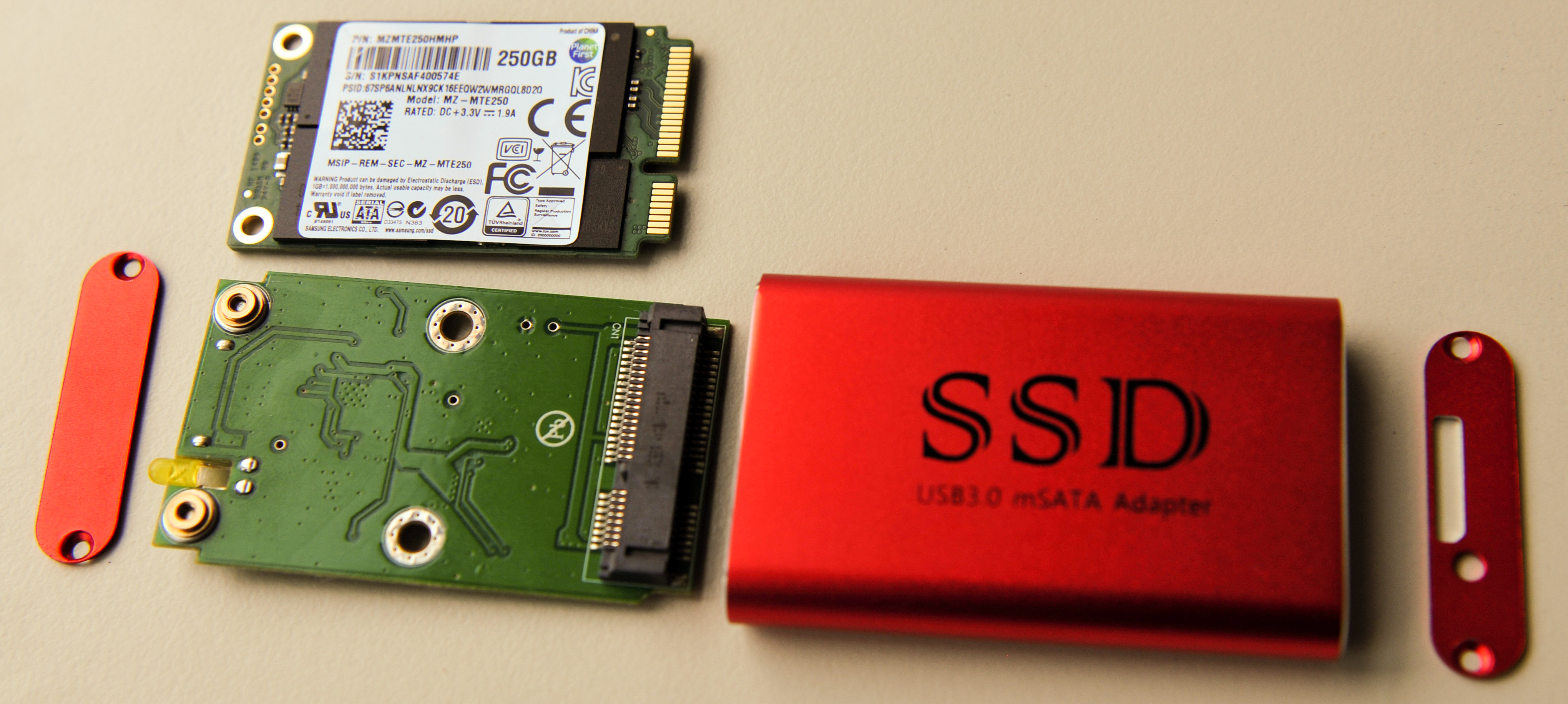
mSATA SSD

## Dezvoltare și istorie

### Primele SSD-uri folosind RAM și tehnologie similară
Originile SSD-urilor vin din 1950 folosind două tehnologii similare, memoriile magnetice și CCROS. Aceste unități de memorie auxiliare, așa cum erau numite la momentul respectiv, au apărut în timpul erei calculatoarelor cu tuburi electronice. Dar odată cu introducerea unităților de stocare cu tamburi, folosirea lor a fost oprită. Mai târziu, în timpul anilor 1970 și 1980, la primele supercomputere de la IBM, Amdahl și Cray, SSD-urile au fost implementate pe baza memoriilor cu semiconductori.
În 1978 compania Texas Memory Systems a introdus pe piață un SSD de 16 KB RAM pentru a fi folosit de către companiile de petrol pentru achiziția de date seismice. În anul următor compania StorageTek a dezvoltat prima unitate SSD modernă, supranumită „Iceberg”. Calculatorul Sharp PC-5000, care a fost introdus în 1983, folosea cartușe de stocare de tip solid-state de 128 KB, care conțineau memorie de tip bubble. În 1984 compania Tall Grass avea o unitate de backup de 40 MB cu o unitate SSD de 20 MB înglobată. Unitatea de 20 MB putea fi folosită în locul unui disc dur. În septembrie 1986 compania Santa Clara Systems a introdus modelul „BatRam”, sistem de stocare în masă de 4 MB, expandabil la 20 MB, folosind module de memorie de 4 MB. Pachetul includea o baterie reîncărcabilă (acumulator) pentru a conserva conținutul memoriei cipului chiar și atunci când sistemul nu era alimentat. În 1987 a intrat pe piața SSD-urilor compania EMC Corporation, cu unități pentru piața minicalculatoarelor. Cu toate astea, EMC a ieșit din afacere la scurt timp după aceea.

### SSD-uri bazate pe tehnologieflash
În 1995 compania M-Systems a introdus primele SSD-uri bazate pe tehnologia flash. De atunci SSD-urile au fost folosite cu succes ca înlocuitor pentru HDD-uri de către armata americană și industria aerospațială. Aceste aplicații asigură un interval de timp foarte mare între 2 erori consecutive (o frecvență foarte scăzută a erorilor), lucru realizat de SSD-uri datorită abilității lor de a rezista la șocuri mecanice, vibrații și variații mari de temperatură.
În 1999 compania BiTMICRO a anunțat un SSD de 18 GB de 8,89 cm (3,5 țoli). La târgul de specialitate internațional CeBIT 2009 compania OCZ a prezentat un SSD de 1 TB cu o interfață PCI Express 8x. Acesta avea o viteză maximă de scriere de 654 MB/secundă și o viteză maximă de citire de 712 MB/secundă. În decembrie 2009 Micron Tehnology a anunțat primul SSD care avea o rată de transfer de 6 GB pe secundă pe interfață SATA.

### Enterprise flash drive
SSD-urile de tip Enterprise flash drive (EFD) se folosesc acolo unde sunt necesare viteze de I/O (Input/Output, intrare/ieșire) foarte mari precum și o fiabilitate foarte mare. Un EFD este, de obicei, un SSD cu un set de specificații mult mai pretențioase decât SSD-urile folosite în notebook-uri. Termenul a fost folosit prima dată de compania EMC în ianuarie 2008 pentru a identifica producătorii de SSD-uri conform standardelor lor ridicate. Nu există niciun standard internațional pentru EFD-uri, de aceea mulți producători pretind că fabrică EFD-uri, chiar dacă produsele lor au caracteristici diferite.

## Arhitectură și funcționare
Componenta inițială în SSD-uri a fost memoria volatilă de tip DRAM, dar din 2008 a fost înlocuită cu memorie nevolatilă de tip NAND.

### Controlere
Fiecare SSD conține un controler care constă în circuite electronice de legătură între componentele NAND ale memoriei propriu-zise și calculator. Controlerul este un procesor încorporat, execută cod (program) la nivelul firmware și este una din cele mai importante componente ale unui SSD. El execută urmatoarele funcții:
- Detecția erorilor
- Detecția nivelului uzurii
- Realocarea blocurilor de memorie corupte
- Colectarea resturilor
- eventual și criptare

Performanța (viteza de funcționare) a unui SSD variază în funcție de câte chipuri sunt folosite în dispozitiv. Un singur chip NAND este relativ încet din cauza interfeței I/O asincronă pe 8/16 biți și are o latență mare la operațiile I/E de bază. Când sunt folosite mai multe chipuri NAND, latența mare dispare dacă sarcina este distribuită egal între dispozitive.

### Memorie de tipflash
Majoritatea producătorilor folosesc memorie flash pentru a crea dispozitive mai compacte și mai rigide pentru consumatorii de piață. Aceste SSD-uri bazate pe memorie de tip flash nu necesită baterii (acumulatoare). Au dimensiuni standard de 1,8, 2,5 sau 3,5 țoli. Memoria nevolatilă permite SSD-urilor să păstreze datele chiar și în cazul unei pene de curent. SSD-urile bazate pe memorie flash sunt mai încete decât cele bazate pe memorie DRAM și chiar decât HDD-urile tradiționale atunci când lucrează cu fișiere de dimensiuni mari, dar nu au timpi de căutare și nici alte întârzieri precum la memoriile electromecanice.
Dispozitivele mai ieftine folosesc de obicei memorie flash de tip multi-level cell (MLC - celule pe mai multe nivele), dar aceasta este mai înceată și mai puțin fiabilă decât tipul single-level cell (SLC - celule pe un singur nivel).

### Memorie de tip DRAM
SSD-urile bazate pe tehnologie DRAM sunt caracterizate de timpi de acces ultrascurți, de ordinul a 10 milisecunde. SSD-urile DRAM conțin o baterie internă sau un adaptor AC/DC care asigură reținerea datelor și atunci când curentul este întrerupt. Atunci când curentul este întrerupt, bateria internă asigură curentul necesar pentru transferul datelor din RAM în memoria de rezervă. Când curentul revine, datele sunt copiate înapoi în memoria RAM.
Aceste SSD-uri conțin aceleași module DRAM ca și cele de la PC-uri, putând fi ușor înlocuite cu module mai mari.
SSD-urile pe baza de DRAM sunt folosite de obicei la calculatoare care dispun deja de un număr maxim de module de memorie RAM.
SSD-urile care nu au memorie DRAM se numesc DRAM-less. 

### Cache(buffer)
SSD-urile folosesc de obicei memorie cache de tip DRAM asemenea HDD-urilor. Un director pentru plasarea blocurilor și a nivelului de uzură este păstrat în timpul funcționării în cache. De obicei în cache nu sunt păstrate și datele utilizatorului. Compania SandForce nu foloseste pentru SSD-uri memorie cache de tip DRAM. Ei ating performanțe ridicate și fără memorie cache. Din această cauză au reușit să creeze SSD-uri de dimensiuni foarte reduse.

### Baterie sau SuperCap
O altă componentă foarte importantă a SSD-urilor este bateria sau condensatorul (în engleză: capacitor, de acolo și numele SuperCap) de înaltă performanță. Acestea sunt necesare pentru menținerea integrității datelor și păstrarea datelor din cache atunci când se întrerupe curentul.

### Interfețe
Interfețele nu sunt componente specifice ale SSD, dar joacă un rol foarte important. Interfața este încorporată de obicei în controler. Acestea sunt asemănătoare cu cele folosite pentru HDD-uri:
- SATA
- mSATA
- Serial Attached SCSI (SAS) (folosită în general pe servere)
- PCIe
- FCI (aproape în totalitate folosită pe servere)
- USB
- IDE
- SCSI
- M.2
- U.2

## Forma
Forma și mărimea oricărui dispozitiv decurge din forma și mărimea componentelor sale. HDD-urile tradiționale și CD-ROM-urile sunt construite în jurul motorului și mediului de stocare rotativ. Atâta timp cât SSD-urile sunt construite din circuite integrate și interfețe conectoare, ele pot în principiu să aibă orice formă imaginabilă, deoarece forma nu este restricționată aproape deloc de componentele interne.

### Formă standard de HDD
Folosirea formei externe clasice de HDD la majoritatea SSD-urilor are avantajul că SSD-ul se poate atunci cupla și poate folosi infrastructura deja existentă fără modificări.

## Comparație SSD cu HDD
Comparația este greu de realizat deoarece testele de tip benchmark pentru HDD-urile tradiționale iau în considerare aspecte ca latența la rotire și timpii de căutare, în timp ce SSD-urile nu prezintă aceste probleme. În schimb SSD-urile au probleme la scriere și citire mixtă, iar performanța acestora scade în timp.
| Atribute sau caracteristici                   | Solid-State Drive | Hard Disk Drive                                                                                  |
| --------------------------------------------- | --- | ------------------------------------------------------------------------------------------------ |
| Timp de începere a rotației                   | Instantaneu | Poate dura câteva secunde                                                                        |
| Timpi de acces aleator                        | Aproximativ 0,1 ms, mult mai rapid decât HDD-urile deoarece datele sunt accesate direct din memoria flash                                                    | Diferă între 5-10 ms datorită nevoii de mișcare a capetelor de citire                            |
| Latența la citire                             | În general foarte redusă deoarece datele pot fi citite din orice locație a memoriei                                                                          | În general ridicată deoarece componentele mecanice necesită mai mult timp pentru a se alinia     |
| Performanță constantă la citire               | Performanța la citire nu se schimba în funcție de locația datelor                                                                                            | Dacă datele sunt scrise fragmentat, timpul de citire poate să varieze foarte mult                |
| Impactul fragmentării datelor                 | Performanțele SSD-ului nu se schimba deoarece nu are capete mișcătoare                                                                                       | Performanțele HDD-ului sunt impactate deoarece capetele trebuie mișcate                          |
| Nivelul acustic (zgomotul)                    | SSD-urile nu au părți mișcătoare și nu creează zgomot | HDD-urile au părți mișcătoare și nivelul acustic variază în funcție de model                     |
| Consumul total de energie                     | SSD-urile consumă mai puțin curent decât HDD-urile din aceeași clasă; disipă mai puțină căldură și nu necesită răcire cu miniventilatoare, și ele zgomotoase | HDD-urile de mare performanță pot depăși 15 wați                                                 |
| Fiabilitate mecanică                          | Deoarece nu au parți mobile acestea nu prezintă defecte mecanice                                                                                             | HDD-urile au părți mișcătoare și se pot defecta mecanic                                          |
| Sensibilitate la șoc, vibrații și temperatură | Nu există capete sau platane mobile care să se defecteze de la șoc sau vibrații                                                                              | Capetele sau platanele mobile sunt predispuse la defecte din cauza șocului sau vibrațiilor       |
| Sensibilitate la magnetism                    | Nu are nici un impact asupra memoriei flash | Magneții pot altera datele de pe HDD-uri și să le facă ilizibile                                 |
| Greutate și volum                             | Sunt foarte ușoare in comparație cu HDD-uri | HDD-urile de înaltă performanțe au componente foarte grele                                       |
| Operația în paralel                           | Unele SSD-uri conțin mai multe module de memorie flash care pot partaja datele care trebuie scrise sau citite                                                | HDD-urile conțin mai multe capete de citire, dar acestea sunt mereu aliniate pe același cilindru |
| Preț cu amănuntul (iul. 2015)                 | Circa 400 euro pentru 1 terabait | Circa 80 euro pentru 1 terabait                                                                  |

## Comercializarea

### Cost și capacitate
Până spre sfârșitul primului deceniu al secolului al XXI-lea, discurile SSD cu memorie flash erau prea scumpe pentru folosirea la scară largă în tehnologia mobilă . În timp ce producătorii de memorii flash treceau de la tehnologia NOR la tehnologia NAND cu un singur nivel de celule (SLC), și recentul folosind celule cu mai multe nivele (MLC) flash NAND  pentru a maximiza folosirea vopselei de siliciu și pentru a reduce costurile asociate, SSD-urile sunt acum numite mai adesea „discuri cu stare solidă”. La nivelul interfeței ele funcționează la fel ca și discurile. Se aplică în tehnologia mobilă în înterprinderi și la electronicele de larg consum. Această tendință tehnologică este acompaniată de un declin anual de circa 50 % la costul materialului brut pentru flash-uri, în timp ce capacitățile continuă să se dubleze în același ritm. Ca rezultat SSD-urile bazate pe flash devin din ce în ce mai populare în piețe cum ar fi notebook-urile și mini-notebook-urile pentru înterprinderi, calculatoarele ultramobile (UMPC) și PC-urile tabletă folosite în domeniul sănătății și în sectorul electronicelor de consum.
Majoritatea companiilor de calculatoare au început să ofere astfel de tehnologie. Ca exemplu, notebook-ul actual (apr. 2011) de tip Aspire 8951G al companiei Acer dispune, pe lângă un HDD de 750 GB, și de un SSD de 120 GB.

### Calitate si performanță
SSD este o tehnologie cu dezvoltare rapidă. O analiză a pieții din ianuarie 2009 făcută de către compania Tom's Hardware a tras concluzia că relativ puține dintre dispozitivele testate arătau performanțe (viteze) de I/O acceptabile și că Intel (care își face propriile chipset-uri SSD) încă produce SSD-urile cu cele mai bune performanțe din acest moment; un punct de vedere împărtășit și de către Anandtech. În particular, operațiile care necesită multe scrieri mici, cum ar fi fișierele de log, sunt deosebit de afectate pe unele dispozitive SSD, provocând sistemul gazdă să „înghețe” perioade de până la o secundă.
Potrivit Anandtech, aceasta este datorită proiectării cipului controler cu un set variat de componente, si cel puțin parțial datorită faptului că majoritatea producătorilor de memorie nu proiectează microcipul și nici SSD-ul. Dintre ceilalți producători de pe piața, Memoright, Mtron, OCZ, Samsung și Soliware au fost de asemenea amintiți într-o lumină bună pentru cel puțin unele domenii ale testării.
Concluzia finală a companiei Tom's Hardware de le începutul 2009 a fost că „niciunul dintre discurile care nu este de la Intel nu este excelent. Toate au slăbiciuni semnificative: de obicei fie performanțe I/O joase, fie consum de putere inacceptabil”.
Aceasta afecta doar performanța la scriere a SSD-urilor destinate consumatorilor. SSD-urile de tip „Enterprise” evită această problemă prin rezervarea unei părți din hardware și prin folosirea algoritmilor anti-uzură, care mută datele doar în perioadele când discurile sunt slab folosite.

## Aplicații
Până în 2009 SSD-urile erau folosite în principal pentru aplicații critice, unde viteza sistemului de stocare trebuia să fie cât mai înaltă. De când memoria flash a devenit o componentă obișnuită a SSD-urilor, prețurile în scădere și creșterea în capacitate le-au făcut mai atractive financiar pentru multe aplicații. Organizațiile care necesită un acces rapid la date includ companiile de comerț, companiile de telecomunicații și firmele de editare și streaming video. Lista de aplicații care ar beneficia de stocare mai rapidă este vastă. Orice companie poate evalua investițiile necesare la adăugarea SDD-urilor la aplicațiile lor, pentru a prevedea dacă vor fi profitabile sau nu.
SSD-urile bazate pe flash pot fi folosite și la aparatura de rețea din hardwareul calculatoarelor de uz general. Un disc flash protejat contra scrisului și conținând sistemul de operare și aplicații software poate înlocui discurile dure și CD-urile (mai capacitive dar mai puțin fiabile). Aparaturile construite în acest mod pot furniza o alternativă ieftină la ruterele scumpe și firewall-ul hardware.

## Sistemele de fișier optimizate pentru SSD
Există un număr de sisteme de fișiere care sunt optimizate pentru discurile SSD. Câteva din cele mai populare sau notabile sunt prezentate mai jos.

### Microsoft Windows
Versiunile de Windows înaintea lui Windows 7 sunt optimizate pentru HDD-uri și nu pentru SSD-uri. De exemplu Windows Vista include ReadyBoost pentru a exploata caracteristicile dispozitivelor „flash” pe USB, dar pentru SSD-uri acesta doar îmbunătățește alinierea partiției (pentru a preveni operațiile citește-modifică-scrie; SSD-ul este de obicei aliniat pe sectoare de 4 KB, în timp ce sistemul de operare este bazat pe sectoare de 512 KB, nealiniate). Alinierea corespunzătoare chiar nu ajută la anduranța SSD-ului în timpul vieții discului. Câteva operații din Vista, dacă nu sunt dezactivate, pot scurta viața SSD-ului. Defragmentarea discului ar trebui dezactivată deoarece locația componentelor fișierelor pe un SSD nu are impact semnificativ asupra performanței, dar mutarea fișierelor pentru a le rearanja folosind Windows Defrag mărește numărul total de cicluri I/O pe SSD, care însă e limitat. De asemenea și Page file ar trebui dezactivat, deoarece actualizările permanente ale fișierului cauzează uzură a SSD-ului fără câștig de performanță. Opțiunea Superfetch nu schimbă efectiv performanța sistemului și cauzează un transfer adițional de informație pe sistem și SSD, deși fără uzură.
Prin contrast, Windows 7 este optimizat atât pentru SSD-uri cât și pentru HDD-uri. Sistemul de operare verifică dacă există un SDD și atunci operează diferit cu el. Dacă pe un SSD este prezent Windows 7, atunci Windows 7 dezactivează disk defragmentation, Superfetch, ReadyBoost și alte operații la pornire și aplicații de prefetching. De asemenea include suport pentru comanda TRIM care reduce colectarea și rearanjarea datelor devenite invalide de pe SSD.

### ZFS
Sistemul de operare Solaris poate folosi SSD-uri pentru a oferi o creștere în performanță. Există două moduri de folosire a SSD-ului:
- pentru Intent Log (ZIL) al ZFS-ului, care este folosit de fiecare dată când apare o scriere sincronă pe disc (pentru ZIL ar trebui folosit un SSD cu latență de scriere mică)
- sau pentru L2ARC (Algoritm de înlocuire a paginilor Level 2), care este folosit pentru a stoca datele pentru citire (L2ARC este scris rar, și un SSD cu latență mică la scris nu este necesar). Când este folosit fie singur, fie în combinație, se constată de obicei creșteri mari în performanță.

### Sistemele Linux
Discurile SSD sunt în întregime suportate de către sistemele de operare de tip Linux, începând cu versiunea de kernel 2.6.33 (disponibil la începutul lui 2010), care a fost prezentată drept compatibilă în întregime atât cu detecția și alinierea SSD-urilor, cât și cu comanda TRIM. Versiunile anterioare ale kernel-ului nu conțineau suport pentru SSD.

## Organizațiile de standardizare
Următoarele sunt unități de standardizare și entități care creează standarde pentru discurile SSD (și alte dispozitive de stocare pentru calculatoare). Tabelul include de asemenea și organizații care promovează folosirea discurilor SSD (tabelul nu e complet).
| Organizația sau Comitetul | Subcomitet al: | Scop |
| ------------------------- | -------------- | --- |
| INCITS                    | -              | Coordonează activitatea standardelor tehnice intre ANSI din USA si uniunea comitetelor ISO/IEC din lume                           |
| T10                       | INCITS         | SCSI |
| T11                       | INCITS         | FC |
| T13                       | INCITS         | ATA |
| JEDEC                     | -              | Dezvoltă standarde deschise și publicații pentru industria microelectronicelor                                                    |
| JC-64.8                   | JEDEC          | Se concentrează asupra publicațiilor si standardelor discurilor SSD                                                               |
| NVMHCI                    | -              | Asigură software standard și interfețe hardware pentru programare pentru subsistemele cu memorie nevolatilă.                      |
| SATA-IO                   | -              | Oferă industriei ghidare și suport pentru implementarea specificațiilor SATA                                                      |
| Comisia SFF               | -              | Lucrează la standardele industriei de stocare (care au nevoie de atenție promptă când nu privesc standardele celorlalte comitete) |
| SNIA                      | -              | Dezvoltă și promovează standarde, tehnologii și servicii educaționale în managementul informanției.                               |
| SSSI                      | SNIA           | Are grijă de creșterea și succesul discurilor SSD                                                                                 |

## Producători principali
- ADATA
- AMD
- Corsair
- Crucial
- Gigabyte Technology
- G.Skill
- Hitachi
- Intel
- Toshiba
- Kingston
- OCZ
- Plextor
- Pure Storage
- PNY
- Samsung
- SanDisk
- Silicon Power
- Western Digital [2]